# Won't You Be My Neighbour?
Won't You Be My Neighbour? is een Amerikaanse documentaire film uit 2018 over het leven en de leidende filosofie in het leven van Fred Rogers, de Amerikaanse tv-presentator van het educatieve kinderprogramma Mister Rogers' Neighborhood. 
De film is geschreven en geregisseerd door Morgan Neville. De trailer werd uitgebracht op 20 maart 2018, Rogers 90ste verjaardag en de film ging in première tijdens het Sundance Film Festival op 19 januari 2018. De bioscoop premières vonden plaats op 8 juni 2018 in de Verenigde Staten.
De documentaire gaat uitsluitend over het leven van Fred Rogers en wordt afgewisseld met archief materiaal, interviews en animaties.

## Rolverdeling
- Fred Rogers - Archief materiaal
- Joanne Rogers - Weduwe van Fred Rogers
- John en Jim Rogers - Zonen van Fred Rogers
- Elaine Rogers - Zus van Fred Rogers
- François Clemmons
- Tom Junod
- Yo-Yo Ma
- Joe Negri
- David Newell
- Howard en Pam Erlanger

## Ontvangst
De film werd zeer positief ontvangen door bezoekers en critici met een grote meerderheid aan positief commentaar en beoordelingen op IMDB en Rotten Tomatoes. 
Ondanks dat de film maar een beperkte uitrol had in enkele bioscopen verdeeld in 48 van de 50 staten van de Verenigde Staten, bracht de film bracht een totaal van $22 miljoen op en is daarmee de meest bezochte biografische documentaire ooit en de op 12 na meest profiterende documentaire ooit geproduceerd. De film werd eerder op verschillende festivals vertoond in de Verenigde Staten en op 9 februari 2019 voor het eerst op televisie uitgezonden.
Regisseur Morgan Neville verklaarde in een interview in November 2018 dat de film eerst de titel The Radical Mister Rogers zou krijgen. Maar doordat het woord Radical (Radicaal) na de presidentiële verkiezingen van 2016 in de VS een negatieve klank had gekregen, werd de naam veranderd naar de titel van het openingslied van Mister Rogers' Neighborhood.
De film is niet buiten de Verenigde Staten in première gegaan.